# Nawapur
Nawapur ist eine Stadt im indischen Bundesstaat Maharashtra.
Die Stadt ist Teil des Distrikts Nandurbar. Nawapur hat den Status einer Kleinstadt (Nagar panchayat). Die Stadt ist in 18 Wards gegliedert. Sie hatte am Stichtag der Volkszählung 2011 insgesamt 34.207 Einwohner, von denen 17.487 Männer und 16.720 Frauen waren. Hindus bilden mit einem Anteil von über 68 % die größte Gruppe der Bevölkerung in der Stadt gefolgt von Muslimen mit über 29 %. Die Alphabetisierungsrate lag 2011 bei 86,08 % und damit deutlich über dem nationalen Durchschnitt.